# Kożuchów (Basses-Carpates)
Pour les articles homonymes, voir Kożuchów.
Kożuchów est une localité polonaise de la gmina de Wiśniowa, située dans le powiat de Strzyżów en voïvodie des Basses-Carpates.